# Władlen
Władlen – imię męskie, skrót od Władimir Lenin, powstałe jako neologizm w latach 20. XX wieku w Związku Radzieckim.
W okresie tym dobrze widziane było tworzenie imion nawiązujących do nazwisk przywódców oraz propagandowych tworów ilustrujących osiągnięcia państwa radzieckiego.
Znane osoby noszące imię Władlen:
- Władlen Bachnow
- Władlen Martynow
- Władlen Michajłow
- Władlen Wereszczetin